# Krafty
Krafty is een nummer van de Britse band New Order uit 2005. Het is de eerste single van hun achtste studioalbum Waiting for the Sirens' Call.
Het nummer werd vooral in het Verenigd Koninkrijk een hit, waar het de 8e positie behaalde. In het Nederlandse taalgebied werd het nummer geen hit.